# الرامهرمزي
هو أَبُو مُحَمَّدٍ الحَسَنُ بْنُ عَبْدِ الرَّحْمٰنِ بْنِ خلَادٍ الرَّامَهُرْمُزِيُّ. ولد في عام 265 ، وتوفي في عام 360 هـ على الأرجح. حافظ، محدث، مارس القضاء في عصره له مقالات في الشعر، صنف أول كتاب في علوم الحديث المحدث الفاصل بين الراوي والواعي؛ الذي ذُكر في كتب علوم الحديث.

## حياته
نشأ الإمام الرامهرمزي في أوائل القرن الرابع للهجرة في رامهرمز لم يذكر المؤرخون سنة ولادته و الأرجح نحو سنة (265هـ)، طلب العلم وارتقى حتى على شأنه، وساد أصحاب الحديث في عصره و نبغ أيضا في الشعر و الأدب توفي في رامهرمز سنة (360هـ).

## مؤلفاته
- ربيع المتيم في أخبار العشاق
- الأمثال
- النوادر
- رسالة السفر
- الرقا والتعازي
- أدب الناطق
- المحدث الفاصل بين الراوي والواعي